# (Nendest) narkootikumidest ei tea me (küll) midagi
(Nendest) narkootikumidest ei tea me (küll) midagi è un singolo dei gruppi musicali estoni 5miinust e Puuluup, pubblicato l'8 dicembre 2023 come primo estratto dall'album in studio collaborativo Kannatused ehk külakiigel pole stopperit.
È stato candidato come canzone dell'anno agli Eesti Muusikaauhinnad.

## Descrizione
Il brano è stato composto dai membri dei Puuluup ed è stato scritto dai membri dei 5miinust insieme a Kim Wennerström. Stando alle dichiarazioni di Marko Veisson e Põhja-Korea, la canzone è stata ispirata da un viaggio che i due hanno fatto. Durante il viaggio, Veisson avrebbe detto a Korea che non sapeva "nulla riguardo alle droghe [di Korea]". In un'analisi dello scrittore Joonas Veelmaa, egli sostiene che la canzone sta cercando di "smentire qualche tipo di mito", rafforzando il concetto che chi ascolta la canzone non è un tossicodipendente.
I due gruppi sono stati ufficialmente annunciati come concorrenti a Eesti Laul 2024 il 6 novembre 2023. La canzone, insieme a un video musicale correlato, è stata ufficialmente presentata sull'app digitale di Eesti Rahvusringhääling l'8 dicembre. Il brano è stato successivamente eseguito dal vivo per la prima volta il 23 dicembre. Dopo la vittoria della canzone a Eesti Laul 2024, Kohver ha dichiarato che pianifica di cambiare il testo della canzone per l'Eurovision Song Contest 2024.

## Tracce
Testi di Estoni Kohver, Päevakoer, Põhja-Korea, Lancelot e Kim Wennerström, musiche di Marko Veisson e Ramo Teder.
Download digitale, streaming
1. (Nendest) narkootikumidest ei tea me (küll) midagi – 2:47

Download digitale, streaming – Planeet & Muul Remix
1. (Nendest) narkootikumidest ei tea me (küll) midagi (Planeet & Muul Remix) – 2:47

## Classifiche

### Classifiche settimanali
| Classifica (2024) | Posizione massima |
| ----------------- | ----------------- |
| Estonia           | 16                |
| Finlandia         | 49                |
| Grecia            | 57                |
| Lettonia          | 11                |
| Lituania          | 16                |

### Classifiche di fine anno
| Classifica (2024) | Posizione |
| ----------------- | --------- |
| Estonia           | 83        |